# Wunschmaschine
Wunschmaschine (im Original französisch machine désirante ‚Begehrensmaschine‘) ist ein Neologismus, der von Gilles Deleuze und Félix Guattari 1972 in ihrem Werk Anti-Ödipus: Kapitalismus und Schizophrenie Bd. 1 für das Konzept eines produktiven maschinellen Unbewussten eingeführt wurde. Der Begriff wurde im philosophischen und psychologischen Diskurs international und im deutschen Sprachraum aufgegriffen, zum Beispiel bei Henning Schmidgen: Das Unbewußte der Maschinen und bei Klaus Theweleit: Männerphantasien, sowie – bei Verlust der philosophischen Bedeutung – in die Alltagskultur und Konsumkultur übernommen. An seiner Stelle verwenden Deleuze und Guattari 1980 in ihrem Werk Tausend Plateaus: Kapitalismus und Schizophrenie Bd. 2, philosophisch neu definiert, den Begriff „Assemblage“.

## Definitionen
Anti-Ödipus (Band I von Kapitalismus und Schizophrenie) versteht sich als Kritik der Psychoanalyse von Jacques Lacan und Sigmund Freud. Die Psychoanalyse erscheint hier als Instrument der Aufrechterhaltung von (u. a. kapitalistischer) Dominanz und Repression, vor allem durch die Unterwerfung des Subjekts unter die phallische Struktur der Kultur. Dagegen entwerfen Deleuze und Guattari das Konzept der Wunschmaschine, eines Unbewussten, dessen Funktion, anders als in der Psychoanalyse, nicht sprachlich strukturiert ist. Das Subjekt ist demnach nicht vom negativen Mangel gekennzeichnet (wie bei Lacan), sondern vom positiven Wunsch. „Gegen Lacans Konzept des Unbewussten, das wie eine Rechenmaschine funktioniert, setzen Gilles Deleuze und Felix Guattari (1972) ihren Begriff der Wunschmaschine, mit dem unbewusste Vorgänge bezeichnet werden, die sich durch keinen noch so komplexen Algorithmus modellieren lassen.“
„Es funktioniert überall, bald rastlos, dann wieder mit Unterbrechungen. Es atmet, wärmt, ißt. Es scheißt, es fickt. Das Es … Überall sind es Maschinen im wahrsten Sinne des Wortes: Maschinen von Maschinen, mit ihren Kupplungen und Schaltungen. Angeschlossen eine Organmaschine an eine Quellmaschine: Der Strom, von dieser hervorgebracht, wird von jener unterbrochen. Die Brust ist eine Maschine zur Herstellung von Milch, und mit ihr verkoppelt die Mundmaschine. Der Mund des Appetitlosen hält die Schwebe zwischen einer Eßmaschine, einer Analmaschine, einer Sprechmaschine, einer Atmungsmaschine (Asthma-Anfall). In diesem Sinne ist jeder Bastler; einem jeden seine kleinen Maschinen.“
„Im überbordenden Maschinenvokabular des Anti-Œdipe wird alles zur Maschine: das Begehren, die Gesellschaft, die Sprache, der Körper, das Leben, die Wirtschaft, die Literatur, die Malerei, die Phantasie, die Schizophrenie, der Kapitalismus.“
„Die Wunschmaschinen stecken nicht in unserem Kopf, sind keine Produkte der Einbildung, sondern existieren in den technischen und gesellschaftlichen Maschinen selbst.“